# Hypertrophomma opacum
Hypertrophomma opacum är en tvåvingeart som beskrevs av Townsend 1915. Hypertrophomma opacum ingår i släktet Hypertrophomma och familjen parasitflugor. Inga underarter finns listade i Catalogue of Life.